# بلوچی (سرپل)
بلوچی (به لاتین: Balūchī) یک منطقهٔ مسکونی در افغانستان است که در ولایت سرپل واقع شده‌است.